# Palais Strozzi

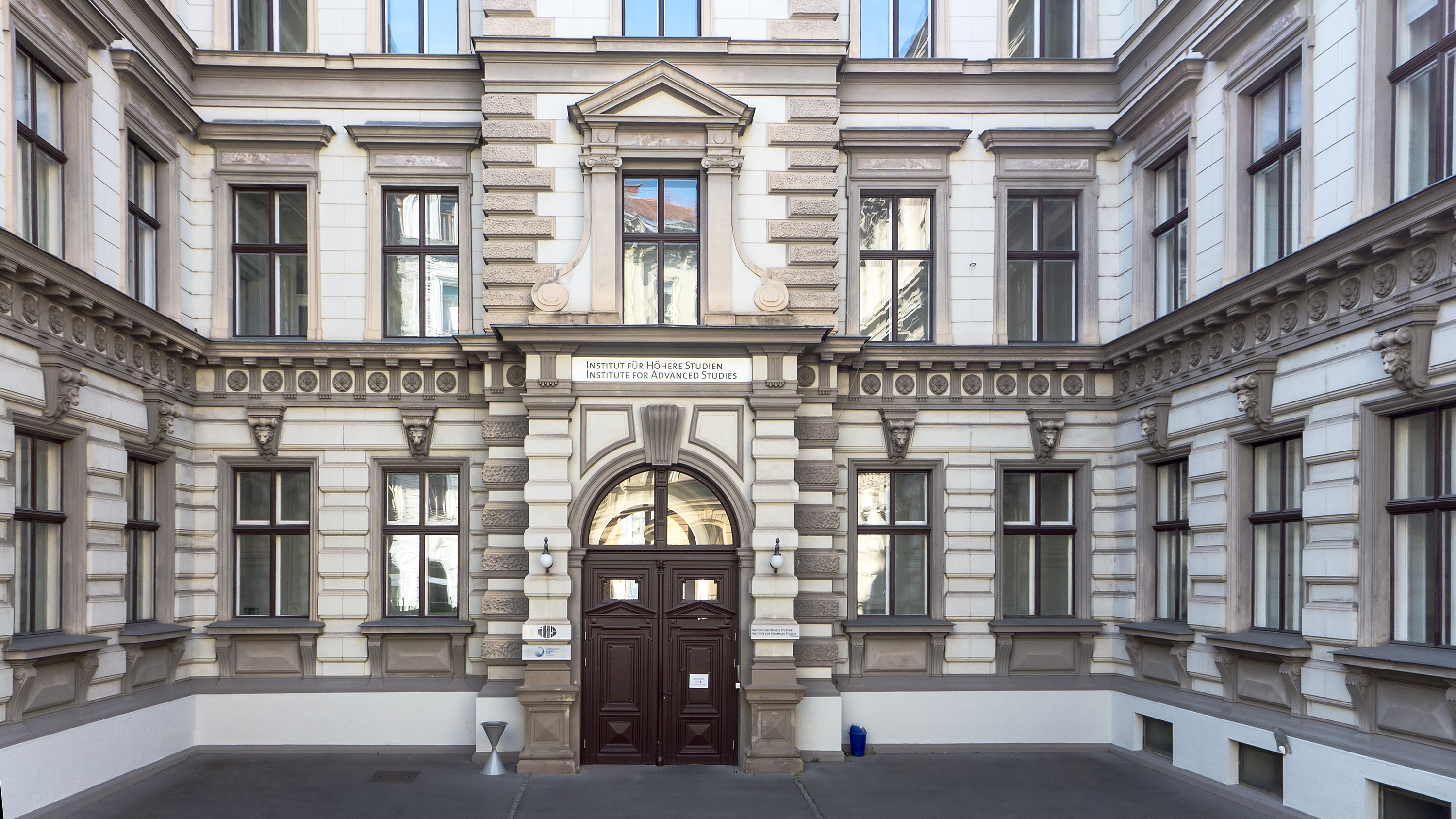
Palais Strozzi

Das ehemalige Palais Strozzi befindet sich in Wien im 8. Bezirk, Josefstadt, an der Josefstädter Straße 39. Es wurde 1699 bis 1702 für Gräfin Maria Katharina Strozzi, geborene Khevenhüller, errichtet. 2015 wurde das Palais Sitz des Forschungszentrums des Instituts für Höhere Studien. 2016 hatte auch der Complexity Science Hub Vienna Räumlichkeiten im Palais bezogen, die sich im Laufe der Jahre jedoch als zu beschränkt herausstellten.

## Gebäudegeschichte
Gräfin Maria Katharina Strozzi ließ sich ursprünglich einen bescheidenen Sommersitz errichten, der zunächst nur aus dem einstöckigen Haupttrakt des heutigen Palais bestand. Der aufwändig gestaltete Garten der Gräfin reichte hingegen bis zur Piaristengasse. Der Architekt des ursprünglichen Gebäudes ist nicht überliefert, könnte jedoch aus dem Umkreis von Johann Lukas von Hildebrandt gestammt haben.
Nach dem Tode der Gräfin, 1714, erbte ihr Neffe Oberst Johann Ludwig Graf Khevenhüller das Anwesen, das er jedoch bereits zwei Jahre später an den Erzbischof von Valencia, Antonio Francesco Folco de Cardona, veräußerte. Dieser ließ das Sommerpalais um die Seitenflügel und den Vorhof erweitern, der mit einer Mauer von der Straße abgetrennt wurde. Folco vermachte das Palais Kaiser Karl VI., dessen Berater er gewesen war.
Dessen Tochter, Kaiserin Maria Theresia, schenkte das Palais 1753 ihrem Hofkanzler Johann Graf Chotek. Ausbaupläne und der Siebenjährige Krieg zwangen ihn, große Teile des Gartens zu verkaufen.
Das Palais blieb bis 1840 in Familienbesitz, wurde aber teilweise vermietet, etwa an den Maler Friedrich von Amerling. Als die Cholera-Pandemie 1831 Wien erreichte, diente das Palais als Cholera-Hospital. 1840 kaufte der Staat das Gebäude und richtete hier das k.k. Civil-Mädchen-Pensionat ein. Da das Gebäude für die neue Nutzung zu klein wurde, stockte man den Bau auf und verlieh ihm ein komplett neues Aussehen. Von der damals gegenüberliegenden Reiterkaserne wurde das Mädchenpensionat 1877 / 1878 durch einen neuen Trakt getrennt.
1919 zog das Mädchenpensionat aus. Das Palais wurde nun von der Gemeinde Wien für die Invalidenfürsorge genutzt. Von 1940 bis zum 7. Dezember 2012 war in dem Gebäude bis zu dessen Übersiedelung in das Finanzzentrum Wien Mitte das Finanzamt für die Bezirke 8, 16 und 17 in Wien untergebracht. Im Februar 2015 wurde bekannt, dass das Institut für Höhere Studien (IHS) in das Palais übersiedeln wird, im November 2015 erfolgte die Eröffnung des Forschungszentrums des IHS im Palais.
Der im Mai 2016 eröffnete Complexity Science Hub Vienna (CSH) hat ebenfalls seinen Sitz im Palais Strozzi. Bis Spätsommer 2024 ist eine Übersiedlung ins Palais Rothschild in der Metternichgasse in Wien-Landstraße vorgesehen.

## Bauwerk
Das rosa und weiß gefärbte Palais liegt hinter dem schlichten, 1877 / 1878 errichteten Gründerzeitbau. An der Gartenseite ist eine Freistiege vorgelagert, die symmetrische Stiege an der Hofseite wurde hingegen abgebrochen. Die Inneneinrichtung des Palais ist nicht mehr erhalten, allerdings wurden bei einer Generalrenovierung 1995 bis 1998 Fresken in der Sala terrena freigelegt. Diese waren um 1740 in der Grottenarchitektur aus rohem Mauerwerk mit Muscheln und Korallen angelegt worden.